# قلعه نظامی باغ خرم
قلعه نظامی باغ خرم در شهرستان شوشتر، روستای گاومیش آباد واقع شده و این اثر در تاریخ ۱۶ مهر ۱۳۷۹ با شمارهٔ ثبت ۲۸۱۵ به‌عنوان یکی از آثار ملی ایران به ثبت رسیده‌است.